# إيفيلين ريفيرا
إيفيلين ريفيرا (بالإسبانية: Evelyn Rivera) هي منافسة ألعاب القوى كولومبية، ولدت في 3 ديسمبر 1997.

## وصلات خارجية
- إيفيلين ريفيرا على موقع الاتحاد الدولي لألعاب القوى (الإنجليزية)
- إيفيلين ريفيرا على موقع أوليمبيديا (الإنجليزية)